# Amdjarass
 Amdjarass o Am-Djarass (in arabo: أم جرس) è un comune del Ciad situato nel dipartimento di Amdjarass, provincia di Ennedi Est
È il capoluogo della provincia di Ennedi Est e del dipartimento di Amdjarass.